# Goderville
Goderville és un municipi francès situat al departament del Sena Marítim i a la regió de Normandia. L'any 2007 tenia 2.814 habitants.

## Demografia

### Població
El 2007 la població de fet de Goderville era de 2.814 persones. Hi havia 1.164 famílies de les quals 328 eren unipersonals (109 homes vivint sols i 219 dones vivint soles), 375 parelles sense fills, 383 parelles amb fills i 78 famílies monoparentals amb fills.
La població ha evolucionat segons el següent gràfic:
Habitants censats

### Habitatges
El 2007 hi havia 1.250 habitatges, 1.171 eren l'habitatge principal de la família, 24 eren segones residències i 55 estaven desocupats. 845 eren cases i 401 eren apartaments. Dels 1.171 habitatges principals, 656 estaven ocupats pels seus propietaris, 497 estaven llogats i ocupats pels llogaters i 18 estaven cedits a títol gratuït; 39 tenien una cambra, 148 en tenien dues, 262 en tenien tres, 286 en tenien quatre i 436 en tenien cinc o més. 830 habitatges disposaven pel capbaix d'una plaça de pàrquing. A 572 habitatges hi havia un automòbil i a 434 n'hi havia dos o més.

### Piràmide de població
La piràmide de població per edats i sexe el 2009 era:
| Homes | Edats   | Dones |
| ----- | ------- | ----- |
| 0     | 95 o +  | 0     |
| 0     | 90 a 94 | 24    |
| 12    | 85 a 89 | 20    |
| 24    | 80 a 84 | 32    |
| 48    | 75 a 79 | 84    |
| 56    | 70 a 74 | 44    |
| 56    | 65 a 69 | 60    |
| 44    | 60 a 64 | 40    |
| 32    | 55 a 59 | 48    |
| 48    | 50 a 54 | 44    |
| 68    | 45 a 49 | 72    |
| 72    | 40 a 44 | 76    |
| 92    | 35 a 39 | 84    |
| 64    | 30 a 34 | 92    |
| 104   | 25 a 29 | 80    |
| 80    | 20 a 24 | 68    |
| 92    | 15 a 19 | 76    |
| 76    | 10 a 14 | 96    |
| 56    | 5 a 9   | 68    |
| 80    | 0 a 4   | 44    |

## Economia
El 2007 la població en edat de treballar era de 1.758 persones, 1.276 eren actives i 482 eren inactives. De les 1.276 persones actives 1.182 estaven ocupades (663 homes i 519 dones) i 95 estaven aturades (37 homes i 58 dones). De les 482 persones inactives 173 estaven jubilades, 149 estaven estudiant i 160 estaven classificades com a «altres inactius».

### Ingressos
El 2009 a Goderville hi havia 1.180 unitats fiscals que integraven 2.846 persones, la mediana anual d'ingressos fiscals per persona era de 17.809 €.

### Activitats econòmiques
Dels 138 establiments que hi havia el 2007, 1 era d'una empresa extractiva, 4 d'empreses alimentàries, 3 d'empreses de fabricació d'altres productes industrials, 16 d'empreses de construcció, 40 d'empreses de comerç i reparació d'automòbils, 10 d'empreses de transport, 7 d'empreses d'hostatgeria i restauració, 15 d'empreses financeres, 9 d'empreses immobiliàries, 7 d'empreses de serveis, 16 d'entitats de l'administració pública i 10 d'empreses classificades com a «altres activitats de serveis».
Dels 44 establiments de servei als particulars que hi havia el 2009, 1 era una oficina d'administració d'Hisenda pública, 1 gendarmeria, 1 oficina de correu, 6 oficines bancàries, 2 tallers de reparació d'automòbils i de material agrícola, 1 autoescola, 2 paletes, 2 guixaires pintors, 2 fusteries, 4 lampisteries, 5 electricistes, 5 perruqueries, 4 restaurants, 5 agències immobiliàries, 1 tintoreria i 2 salons de bellesa.
Dels 20 establiments comercials que hi havia el 2009, 3 eren supermercats, 1 un supermercat, 4 fleques, 2 carnisseries, 1 una peixateria, 3 botigues de roba, 1 una botiga d'electrodomèstics, 1 una perfumeria i 4 floristeries.
L'any 2000 a Goderville hi havia 11 explotacions agrícoles.

## Equipaments sanitaris i escolars
El 2009 hi havia 1 centre de salut, 1 farmàcia i 1 ambulància.
El 2009 hi havia 1 escola maternal i 1 escola elemental. Goderville disposava d'un col·legi d'educació secundària amb 800 alumnes.

## Poblacions més properes
El següent diagrama mostra les poblacions més properes.